# アーロン・マイエルス
アーロン・マイエルス（Aaron Meijers、1987年10月28日 - ）は、オランダ・デルフト出身のプロサッカー選手。エールディビジ・スパルタ・ロッテルダム所属。ポジションは、ディフェンダー。

## クラブ経歴
2012年、ADOデン・ハーグに移籍。2015年7月、2018年半ばまで契約を延長した。2016年8月、ゼリコ・ペトロヴィッチ監督がキャプテンに任命した。
2020年9月16日、2020-21シーズンはスパルタ・ロッテルダムにレンタル移籍することが発表され、同シーズン終了後、完全移籍に切り替わった。

## タイトル
フォレンダム
- エールステ・ディヴィジ 2007-08

ヴァールヴァイク
- エールステ・ディヴィジ 2010-11